# Herina pusilla
Herina pusilla är en tvåvingeart som först beskrevs av Camillo Rondani 1869.  Herina pusilla ingår i släktet Herina och familjen fläckflugor.
Artens utbredningsområde är Frankrike. Inga underarter finns listade i Catalogue of Life.